# Lankesteria
Lankesteria es un género de plantas con flores perteneciente a la familia Acanthaceae.  El género tiene 10 especies descritas y de estas solo 3 aceptadas.

## Taxonomía
El género fue descrito por John Lindley y publicado en Edwards's Botanical Register 31(Misc): 86. 1845. La especie tipo es: Lankesteria parviflora Lindl. 

## Especies
- Lankesteria barteri Hook. f.
- Lankesteria elegans (P. Beauv.) T. Anderson
- Lankesteria hispida (Willd.) T. Anderson